# Paul Grüninger
Paul Grüninger (27. října 1891 St. Gallen – 22. února 1972 St. Gallen) byl policejní důstojník ve švýcarském kantonu St. Gallen. Po anšlusu Rakouska, násilně připojeného k Německu, zachránil Grüninger asi 3600 židovských uprchlíků tím, že jim zpětně vydal víza a zfalšoval další dokumenty, aby bylo patrné, že vstoupili do Švýcarska v době, kdy byl ještě legální vstup uprchlíků možný. Byl propuštěn od policie, odsouzen za úřední pochybení a pokutován částkou 300 švýcarských franků. Neobdržel žádný důchod a v roce 1972 zemřel v chudobě.
V roce 1971 jej Jad vašem ocenil titulem Spravedlivý mezi národy. Ve Švýcarsku byl ale soudně rehabilitován teprve v roce 1993, 21 let po své smrti, 48 let po konci druhé světové války.

## Život

### Mládí
V letech 1907 až 1911 navštěvoval Grüninger učitelskou přípravku. Poloprofesionálně se věnoval také fotbalu. V roce 1913 nastoupil do klubu SC Brühl a byl členem týmu, který v roce 1915 získal švýcarský prvoligový titul. Po ukončení vojenské služby nastoupil v roce 1919 k policejnímu sboru kantonu St. Gallen.

### Policejním velitelem
Grüninger byl policejním velitelem kantonu St. Gallen, který sousedí s Německem a Rakouskem. Po anexi Rakouska Třetí říší Švýcarsko uzavřelo své hranice také pro Židy, kteří přicházeli bez řádného povolení ke vstupu, a v říjnu 1938 vedla jednání mezi Švýcarskem a Třetí říší k tomu, že se do pasů vydávaných Židům začalo razítkovat nechvalně známé "J". Jak se situace zhoršovala a počet uprchlíků, kteří se pokoušeli ilegálně dostat do Švýcarska přes tzv. zelenou hranici, aby se zabezpečili před holocaustem, rostl, rozhodl se tehdy 47letý švýcarský úředník v létě 1938, že uprchlíky nebude posílat zpět do své země, kde byl násilný antisemitismus oficiální státní politikou, a čelil tak důsledkům porušení výslovných pokynů své vlády a nesl za to následky. Pro asi 3 600 z nich tak vyrobil falešné dokumenty povolující vstup. Aby legalizoval status uprchlíků, zfalšoval jejich víza, takže v jejich pasech bylo uvedeno, že do Švýcarska přišli před březnem 1938, kdy bylo přistěhovalectví do Švýcarska omezeno. Manipulace s daty umožnila, že s nově příchozími židovskými uprchlíky bylo zacházeno jako s legálními a museli být odvezeni do tábora Diepoldsau. Tam uprchlíci s pomocí židovských organizací čekali na povolení k dočasnému pobytu ve Švýcarsku nebo na odjezd do cílové destinace. Grüninger podával nepravdivé zprávy o počtu příchozích a postavení uprchlíků ve svém okrese a bránil snahám o vypátrání uprchlíků, o nichž bylo známo, že se do Švýcarska dostali nelegálně. Ze svých peněz dokonce platil nákup zimního oblečení pro uprchlíky v nouzi. Německé úřady informovaly švýcarské úřady o Grüningerových činech a v březnu 1939 byl propuštěn od policie.

### Vyšetřování
Švýcarská spolková vláda zahájila vyšetřování, po kterém byl Grüninger v březnu 1939 bez výpovědi propuštěn. Proces s Grüningerem u okresního soudu v St. Gallenu byl zahájen v lednu 1939 a táhl se přes dva roky. V březnu 1941 ho soud uznal vinným z porušení povinností, úředního pochybení a padělání peněz. Propadly mu výsluhové nároky, byl vypovězen z pokladny, dostal pokutu a musel uhradit náklady soudního řízení. Soud uznal jeho altruistické pohnutky, ale konstatoval, že přesto bylo jeho povinností jako státního zaměstnance řídit se jeho pokyny.

### Závěr života
Grüninger, vyobcovaný a zapomenutý, prožil zbytek života v těžkých podmínkách. Navzdory těžkostem nikdy nelitoval svého činu ve prospěch Židů. V roce 1954 vysvětlil své pohnutky: „V podstatě šlo o záchranu lidských životů, kterým hrozila smrt. Jak jsem pak mohl vážně uvažovat o byrokratických schématech a kalkulacích.“ V prosinci 1970 v důsledku protestů v médiích zaslala švýcarská vláda Grüningerovi „poněkud zdrženlivý omluvný dopis, ale upustila od znovuotevření jeho případu a obnovení penze“. Ostrakizován, obviňován a pomlouván jako sukničkář a zkorumpovaný podvodník, některými lidmi později dokonce jako nacista, neměl bývalý policejní šéf po zbytek života již pevný bod: s manželkou žili ve skromném pronajatém bytě v městečku Au. Grüninger zemřel v roce 1972, ve Švýcarsku téměř zapomenut, aniž by byl švýcarskými úřady rehabilitován.

## Rehabilitace a ocenění

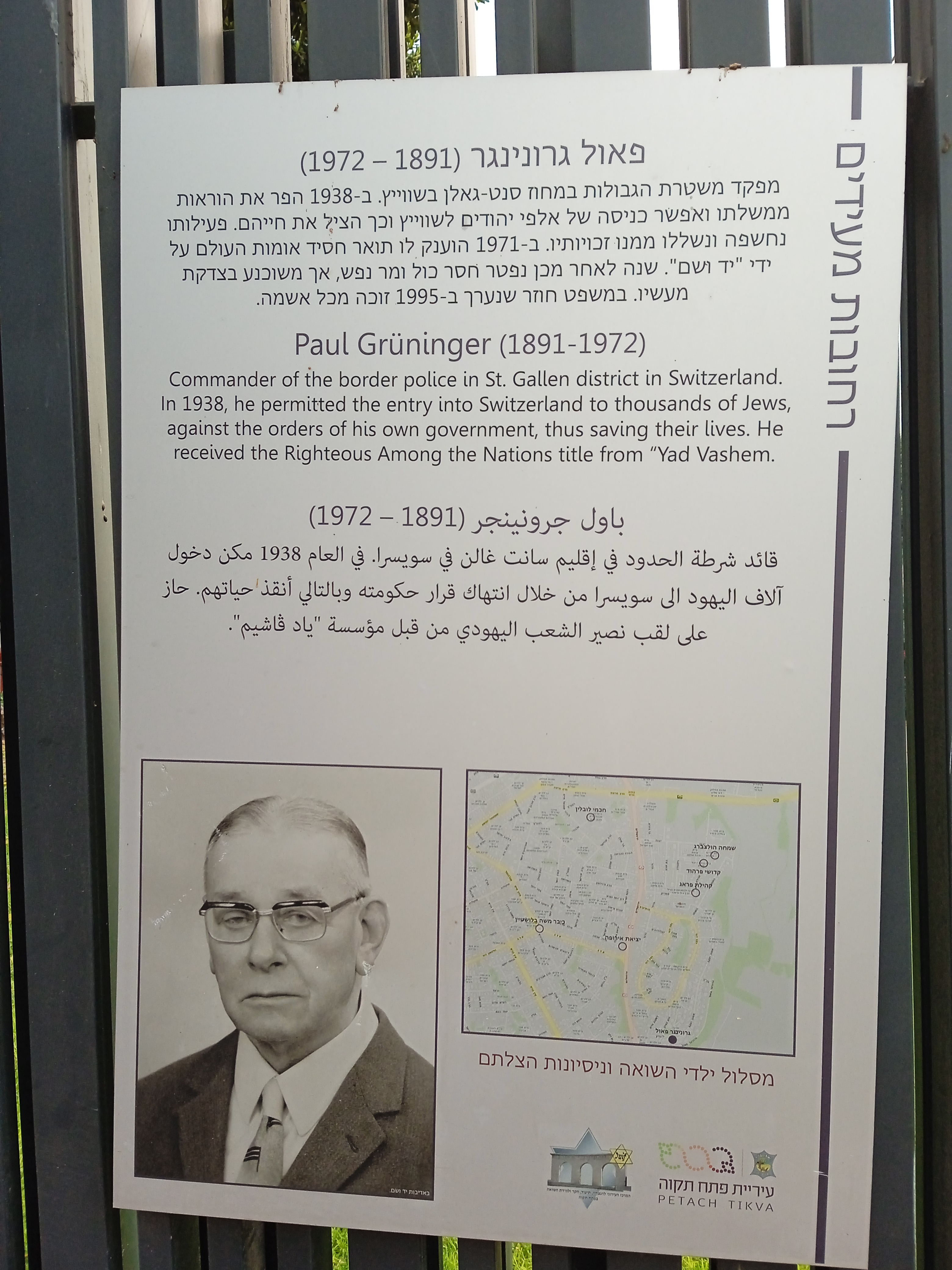
Pamětní deska Paula Grüningera

Po jeho smrti se Grüningerův osud částečně vrátil do povědomí veřejnosti díky některým publikacím z roku 1984 a byly zahájeny kroky k jeho rehabilitaci. První pokus byl švýcarskou radou zamítnut a teprve v roce 1995 švýcarská federální vláda konečně zrušila Grüningerovo odsouzení: okresní soud v St. Gallenu zrušil rozsudek nad ním a zprostil ho všech obvinění. O tři roky později vláda kantonu St. Gallen vyplatila jeho potomkům odškodnění a v roce 1999 se na Grüningerově rehabilitaci podílela i zpráva takzvané Bergierovy komise, která se rovněž zasloužila o rehabilitaci přeživších osob, které byly v období nacionálního socialismu ve Švýcarsku odsouzeny za pomoc uprchlíkům - do roku 2009 se veřejné rehabilitace dočkalo 137 žen a mužů.
V roce 1971 vyznamenala izraelská nadace pro památku holocaustu Jad vašem Grüningera jako jednoho ze Spravedlivých mezi národy, byla po něm pojmenována ulice nacházející se v severní jeruzalémské čtvrti Pisgat Ze'ev.